# 亞丁灣觸角䲁
亞丁灣觸角䲁（學名：Antennablennius adenensis），為輻鰭魚綱鳚形目䲁科觸角䲁屬的一種，分布於西印度洋紅海至波斯灣及巴基斯坦海域，深度0至2公尺，本魚體長橢圓形，稍側扁，頭鈍短，頭部有觸鬚，上頜齒可自由活動，體色為灰色，身體上有八條紫色條紋，臉頰上點綴著一排排明亮的小圓點，背鰭硬棘12枚、背鰭軟條17-19枚、臀鰭硬棘3枚、臀鰭軟條18-20枚，體長可達5公分，棲息在淺水區和沿海水域，通常躲在洞穴，以藻類為食，雌魚產附著性卵，雄魚有護卵行為。